# Hemisus brachydactylus
Hemisus brachydactylus é uma espécie de anfíbio da família Hemisotidae.
É endémica da Tanzânia.
Os seus habitats naturais são: savanas áridas, savanas húmidas e marismas intermitentes de água doce.